# Língua diola-fonyi
Diola-fonyi, jola ou jola-fonyi (em francês:  diola; jola, joola, diola-fogny), é uma língua falada por meio milhão de pessoas na região de Casamança no Senegal e países vizinhos. O diola-fonyi é uma das várias línguas diola/jola relacionadas na região.

## Escrita
A língua diola-fonyi usa o alfabeto latino sem as letras Q, V, X, Z; usa as formas Ñ e Ŋ.

## Amostra de texto
Bukanak búrom nan kuwolimi kurere kererer di waafaw búrom. Kubabaj poop búyejet di karampenoor.
Português
Todos os seres humanos nascem livres e iguais em dignidade e direitos. Eles são dotados de razão e consciência e devem agir em relação uns aos outros em espírito de fraternidade.
(Artigo 1 da Declaração Universal dos Direitos Humanos)